# H1Z1

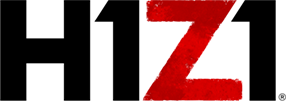
Logo

H1Z1 ist ein Massively Multiplayer Online Game mit Gemeinschaftsaspekt, das vom amerikanischen Studio Daybreak Game Company entwickelt wurde.
Vom 15. Januar 2015 bis zum 28. Februar 2018 war es im Vorverkauf erhältlich. Neben der Windows-Version ist seit dem 22. Mai 2018 auch eine kostenlose Version für die PlayStation 4 im Rahmen eines offenen Beta-Tests verfügbar. Das Spiel ist seit dem 8. März 2018 kostenlos erhältlich, auch als Free-to-play bezeichnet.
Am 17. Februar 2016 gab der Entwickler Daybreak bekannt, das Spiel in zwei separate Ausführungen zu teilen. Der Survival-Modus trägt inzwischen die Bezeichnung „Just Survive“, der BattleRoyale-Modus nennt sich seit dem 19. Oktober 2017 nur noch „H1Z1“. Der Spieler zahlt beim Kauf seitdem für jeden Titel in dem Spiel einzeln.
Der Nachfolger des Spiels, H1Z1: King of the Kill, wurde am 22. November 2016 für Windows veröffentlicht. Dabei wurde die Spielwelt durch eine größere Welt mit den Abmessungen von 10 × 10 km ersetzt, die „Die Arena“ genannt wird.

## Spielwelt
Die Spielwelt von H1Z1 ist im Nordwesten der USA angesiedelt und beginnt in einer waldigen und hügeligen Gegend. Später könnten eventuell auch Sümpfe und Wüsten ins Spiel implementiert werden. Im Spiel kann man die Spielwelt nach und nach anpassen, beziehungsweise erweitern. Je größer die Spielwelt ist, umso mehr Spieler können dort zusammen spielen.
Zu Beginn stehen einem Spieler 64 km² (8 × 8 km) Landfläche zur Verfügbar. Später ist eine Erweiterung auf bis zu 16.000 km² (128 × 128 km) geplant. Im Vergleich dazu bietet DayZ eine Fläche von 225 km² (15 × 15 km).

## Spielmechanik und Geschichte
Das Spiel handelt in den USA kurze Zeit nach dem Ausbruch einer Zombieapokalypse. Der Spieler kann in H1Z1 je nach Spieltyp (PvE oder PVP) gegen Zombies, Tiere und andere Spieler kämpfen und mit diesen zusammen spielen. Außerdem kann er sich Hütten bauen, die Spielwelt erkunden und Loot sammeln.
Am 28. Februar 2018 erschien für die Battle-Royale-Version des Spiels ein neuer Spielmodus namens Autoroyale.

## Aktueller Status des Spiels
Da Daybreak zahlreiche Änderungen sowohl am Gameplay, als auch am Waffenverhalten (Recoil) vornahm, hagelte es seitens der Community heftige Kritik, die Daybreak jedoch ignorierte. Da H1Z1 kompetitiv auf E-Sport-Turnieren gespielt wurde, war es für die Spieler bei den frequentiellen Updates des Waffenverhaltens recht schwer die Waffen neu zu erlernen. H1Z1 war zu dem Zeitpunkt das erfolgreichste Battle-Royale-Spiel auf dem Markt, bevor es von PlayerUnknown’s Battlegrounds und Fortnite abgelöst wurde. Nach Veröffentlichung des sogenannten Combat Updates sanken die Spielerzahlen rapide ab. Es wurden von der Community für unnötig und nicht ausbalanciert befundene Waffen ins Spiel implementiert und auch der sogenannte Bullet speed (Geschwindigkeit des Projektils) und Bullet Drop (Ballistische Flugkurve des Projektils) wurden geändert.
Dieser Zwist führte letztendlich dazu, dass Daybreak die PC-Version von H1Z1 an den Spieleentwickler NantG abgab, der sich nun fortan um die Programmierung kümmerte. Es folgte die Umbenennung in Z1 Battle Royale und war eine Rückprogrammierung des Spiels, die die Community schon zuvor von Daybreak gefordert hatte. Da sich schon viele Spieler von H1Z1 abgewandt hatten, konnte Z1BR nicht an alte Erfolge anknüpfen und NantG gab die Entwicklung des Spiels wieder an Daybreak ab.
Auch ein neues im Jahr 2019 erschienenes Spiel namens Planetside Arena wurde infolge des H1Z1-Zwischenfalls von der Community mit Nichtbeachtung abgestraft. Zu niedrige Spielerzahlen und der schlechte Ruf führten letztendlich zur Einstellung der Entwicklung und Abschaltung der Planetside Arena Server zum 10. Januar 2020. Darüber hinaus wurden zahlreiche Entwickler von Daybreaks Firmenleitung entlassen.
Im September 2023 gab der CEO von Daybreak Games und Enad Global 7, Ji Ham, bekannt, dass es eine Neuentwicklung von H1Z1 geben wird. Diese wird jedoch nicht an den Battle-Royale-Modus anknüpfen, sondern an das damals eingestellte Spiel „Just Survive“. Geplanter Start für die Entwicklung laut Ji Ham ist im ersten Quartal 2024, mit einem geplanten Release im Jahr 2026.